# Scomberomorus munroi
Scomberomorus munroi ist ein mariner, makrelenartiger Raubfisch aus der Familie Scombridae. Laut der Roten Liste gefährdeter Arten ist er „nicht gefährdet“. Sowohl kommerziell als auch als Sportfisch ist er für den Menschen von Bedeutung.

## Beschreibung
Die lange erste Rückenflosse besteht aus 20 bis 22 Hartstrahlen, die zweite Rückenflosse aus 17 bis 20 Weichstrahlen. Beide Rückenflossen sind schwarz. Die Afterflosse hat 17 bis 19 Weichstrahlen. Oberseits des Schwanzstieles befinden sich 9 bis 10 Flössel, auf dessen Unterseite 8 bis zehn. Die große Schwanzflosse ist tief gekerbt, typisch für einen schnell schwimmenden Raubfisch. Wie bei den anderen Scomberomorus-Arten auch sind die Bauchflossen sehr klein. Die Brustflossen setzen etwa auf der Körpermitte an. Kennzeichnend ist ein Streifen unregelmäßiger, dunkler Flecken entlang der Körpermitte, daher der englische Name „Australian spotted mackerel“ („Australische Gefleckte Makrele“). Die Flanken sind silbrig bläulich. Die Seitenlinie verläuft wellig und fällt am Ansatz der zweiten Rückenflosse auf die Körpermitte ab. Der Rücken ist metallisch blau, der Bauch hell. Scomberomorus munroi hat ein endständiges Maul und einen spindelförmigen Körper mit einer Maximallänge von 104 Zentimetern, gewöhnlich jedoch nur 50 bis 80 Zentimetern. Eine Schwimmblase fehlt.

## Verbreitung, Lebensraum und Biologie
Das Verbreitungsgebiet dieser Art erstreckt sich über den Schelf um Australien, den Süden Neuguineas und des Malaiischen Archipels, um Tasmanien und die nördlich davon liegende Küste Australiens fehlt Scomberomorus munroi jedoch. Sie bevorzugen offenes Wasser, keine Riffe und Untiefen. Dieser Raubfisch ernährt sich bevorzugt von kleinen Fischen, wie zum Beispiel Sardinen und Sardellen, selten aber auch von Krebstieren und Kopffüßern. Die großen Schulen, welche die Tiere bilden, ziehen entlang der Küsten auf Nahrungssuche umher.